# Tipula (Acutipula) kenia
Tipula (Acutipula) kenia is een tweevleugelige uit de familie langpootmuggen (Tipulidae). De soort komt voor in het Afrotropisch gebied.